# Mount Denucé
Mount Denucé ist ein 1535 m hoher und abgerundeter Berg an der Foyn-Küste des Grahamlands im Norden der Antarktischen Halbinsel. Er ragt zwischen Mount Hulth und Mount Haskell am Südwestufer des Cabinet Inlet auf.
1947 wurde er vom Falkland Islands Dependencies Survey (FIDS) kartiert und bei der US-amerikanischen Ronne Antarctic Research Expedition (1947–1948) aus der Luft fotografiert. Der FIDS benannte den Berg nach dem belgischen Polarbibliografen Jean Denucé (1878–1944).